# 格列利夫卡
48°44′9″N 28°1′26″E / 48.73583°N 28.02389°E
格列利夫卡（烏克蘭語：Грелівка），是烏克蘭的村落，位於該國西南部文尼察州，由日梅林卡區負責管轄，面積0.33平方公里，海拔高度268米，2001年人口148，人口密度每平方公里444.44人。